# 1127 (szám)
Az 1127 (római számmal: MCXXVII) az 1126 és 1128 között található természetes szám.

## A szám a matematikában
A tízes számrendszerbeli 1127-es a kettes számrendszerben 10001100111, a nyolcas számrendszerben 2147, a tizenhatos számrendszerben 467 alakban írható fel.
Az 1127 páratlan szám, összetett szám. Kanonikus alakja 72 · 231, normálalakban az 1,127 · 103 szorzattal írható fel. Hat osztója van a természetes számok halmazán, ezek növekvő sorrendben: 1, 7, 23, 49, 161 és 1127.
Az 1127 huszonhárom szám valódiosztó-összegeként áll elő, ezek közül legkisebb a 2905.

## Csillagászat
- 1127 Mimi kisbolygó